# Prabaltoslovanština

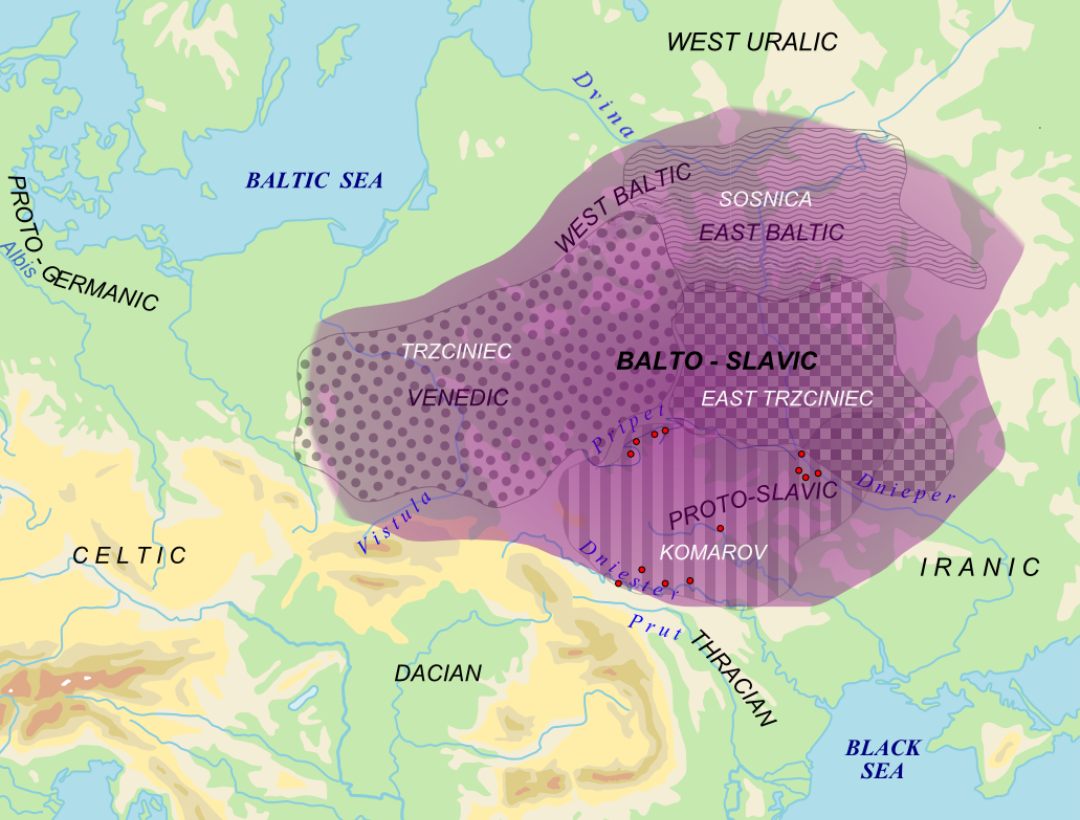
Jazyková oblast baltoslovanštiny

Prabaltoslovanština je rekonstruovaný prajazyk vycházející z praindoevropštiny, z kterého se podle předpokladů lingvistů vyvinuly pozdější baltoslovanské jazyky, které se dělí na baltské a slovanské jazyky a zahrnují mimo jiné současnou litevštinu, polštinu, ruštinu a srbochorvatštinu. Stejně jako většina ostatních prajazyků není doložena žádnými dochovanými texty, ale byla rekonstruována pomocí srovnávací metody. Existuje několik izoglos, které mají baltské a slovanské jazyky společné ve fonologii, morfologii a akcentologii, které představují společné inovace z praindoevropských dob a lze je chronologicky uspořádat.
Podobnosti mezi baltskými a slovanskými jazyky byly rozpoznány již v 19. století, ale hypotéza o jejich společném původu byla dlouho považována za nejistou. Uvažovalo se o tom že analogie mezi nimi jsou důsledkem pozdějších kontaktů a jedná se tak svého druhu o jazykový svaz, ale na počátku 21. století se většina badatelů shodla na jejich společném původu, především s ohledu na výzkumy týkající se akcentologie.

## Dějiny
Prabaltoslovanština přípomínala více prabaltštinu než praslovanštinu, a to natolik že lingvista Václav Blažek označuje prabaltoslovanštinu a prabaltštinu za fakticky totožné. Na základě slovní zásoby lze také přepokládat že Prabaltoslované se jen v malé míře věnovali pěstování rostlin a věnovali se spíše pastevectví, stejně jako jejich praindoevropští předci. Tím se lišili od předků Italiků, Keltů, Řeků a Germánů a většinu slovní zásoby týkající se obdělávání země převzali baltské a slovanské jazyky z jazyků germánských a to nezávisle na sobě. Lze tedy předpokládat že k oddělení baltských a slovanských jazyků došlo před tím než se Baltové a Slované počali ve větší míře věnovat pěstování plodin. Existence prabaltoslovanštiny může být kladena nejdále do doby 3 000 př. n. l. kdy došlo k rozpadu praindoevropštiny a zároveň musela zaniknout přibližně před roky 1 500 až 1 000 př. n. l., kdy došlo k ovlivnění slovanských, nikoliv však baltských jazyků, jazyky íránskými. V době existence prajazyka jeho mluvčí sídlili nejspíše v oblasti ukrajinské a západoruské lesostepi či v její blízkosti.
Někteří badatelé se tento lid pokusili spojit i s konkrétními archeologickými kulturami, David W. Anthony nebo Marija Gimbutas se středodněperskou kulturou (2800/2600 až 1900/1800 př. n. l.), přičemž oddělení faťjanovské kultury (2800–1900 př. n. l.) spojují s odštěpením předků Baltů. Tato hypotéza je však v rozporu s indoíránským charakterem faťjanovské kultury a též nedodává potřebný časový rámec k vývoji prabaltoslovanštiny. Podle pozdějších názorů, například lingvistů Petry Novotné a Václava Blažka došlo k rozpadu baltoslovanské jednoty až kolem 1 400 př. n. l., podle jiných badatelů i později, na konci druhého tisíciletí př. n. l. To umožnuje Prabaltoslovany spojit s trzcinieckou kulturou (1800–1000 př. n. l.).

## Lexikální analogie
Mezi lexikální analogie mezi slovanskými a baltskými jazyky náleží například:
- staroslověnské jezero a litevské ẽžeras, obojí ve významu „jezero“, rekonstruováno prabaltoslovanské *eźeran
- staroslověnské glava a litevské galva, obojí ve významu „hlava“, rekonstruováno prabaltoslovanské *golHwáH
- staroslověnské želězo a litevské geležis, obojí ve významu „železo“, rekonstruováno prabaltoslovanské *geleź